# Овес
Ове́с (Avena) — рід із 25 видів злаків родини тонконогові (Poaceae). Види вівса мають аборигенне поширення в Євразії, північній і північно-східній Африці.

## Ботанічна характеристика

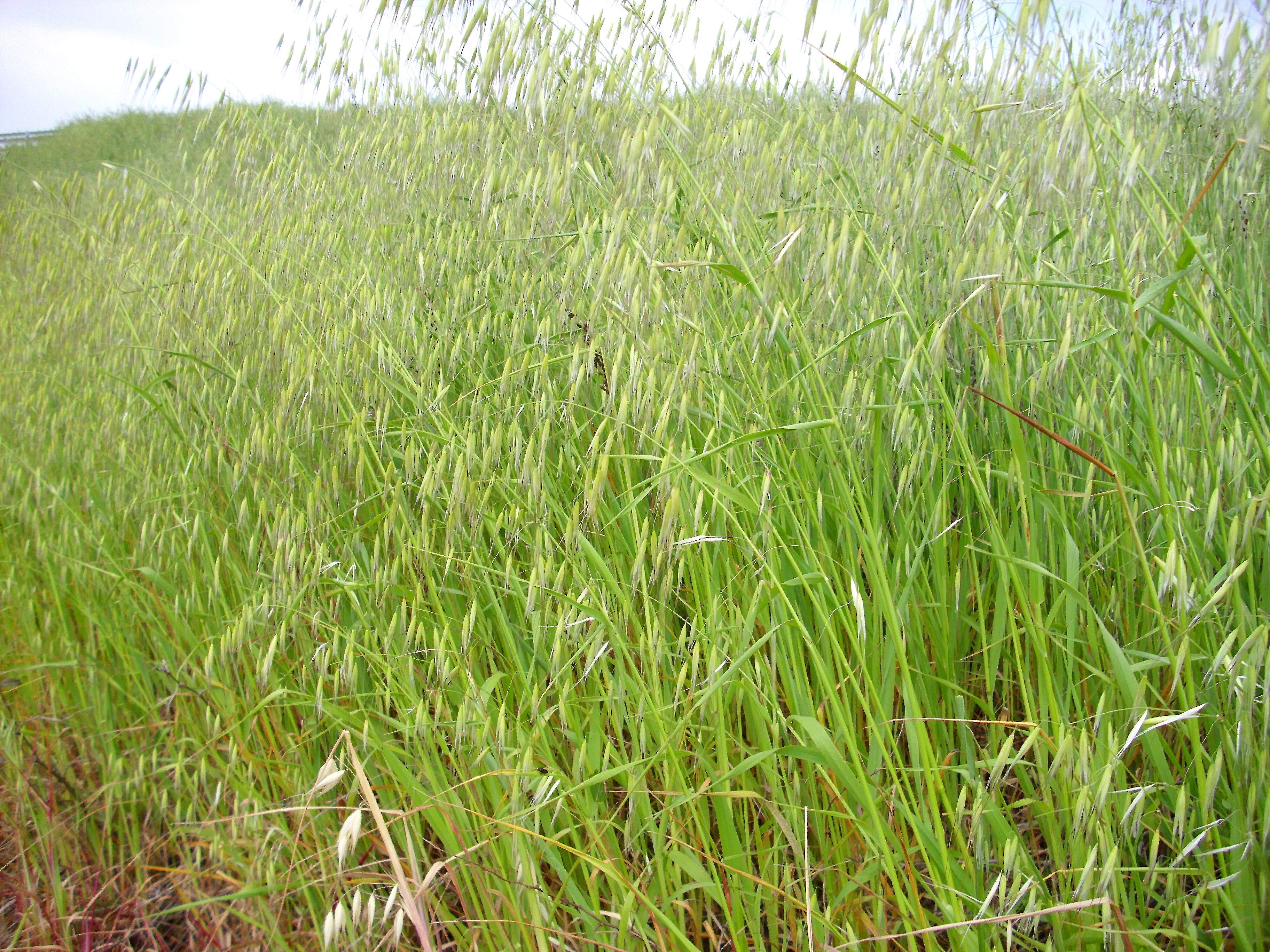
Вівсюг південний (Avena ludoviciana)

Рід овес об'єднує диплоїдні (2n-14), тетраплоїдні (2n-28) та гексаплоїдні форми (2n-42), однорічні й багаторічні. До однорічних видів вівса, яких нараховують 14, належать три культурні види: посівний (A. sativa L.) (2n-42), візантійський, або середземноморський (A. byzantina C. Koch) (2n-42) та піщаний (A. strigosa Schreb.) (2n-14), а також поширені у нашій країні як засмічувачі дикорослі бур'янисто-польові види, зокрема вівсюг звичайний (A. fatua L.) (2n-42) та вівсюг південний (A. ludoviciana Dur.) (2n-42).
Дикі форми вівса, на відміну від культурних, мають біля основи всіх зерен (А. fatua) або тільки нижнього зерна (A. ludoviciana) так звану підківку із запушеними краями, утворену потовщенням нижньої частини квіткової луски. При наявності підківок зернівки вівсюгів легко відокремлюються від колосків і при достиганні інтенсивно обсипаються поодинці (у звичайного вівсюга) або по дві-три зернини разом (у вівсюга південного). У культурних видів підківки немає і основа зернівки має вигляд рівної або злегка скошеної площинки. При достиганні культурний овес стійкіший проти обсипання. З культурних видів вівса в Україні поширений лише овес посівний. Візантійський овес має деяке поширення у Середній Азії. Піщаний овес відоміший в Україні як засмічувач посівного вівса; виробничого значення не має і трапляється рідко.

## Історичні відомості

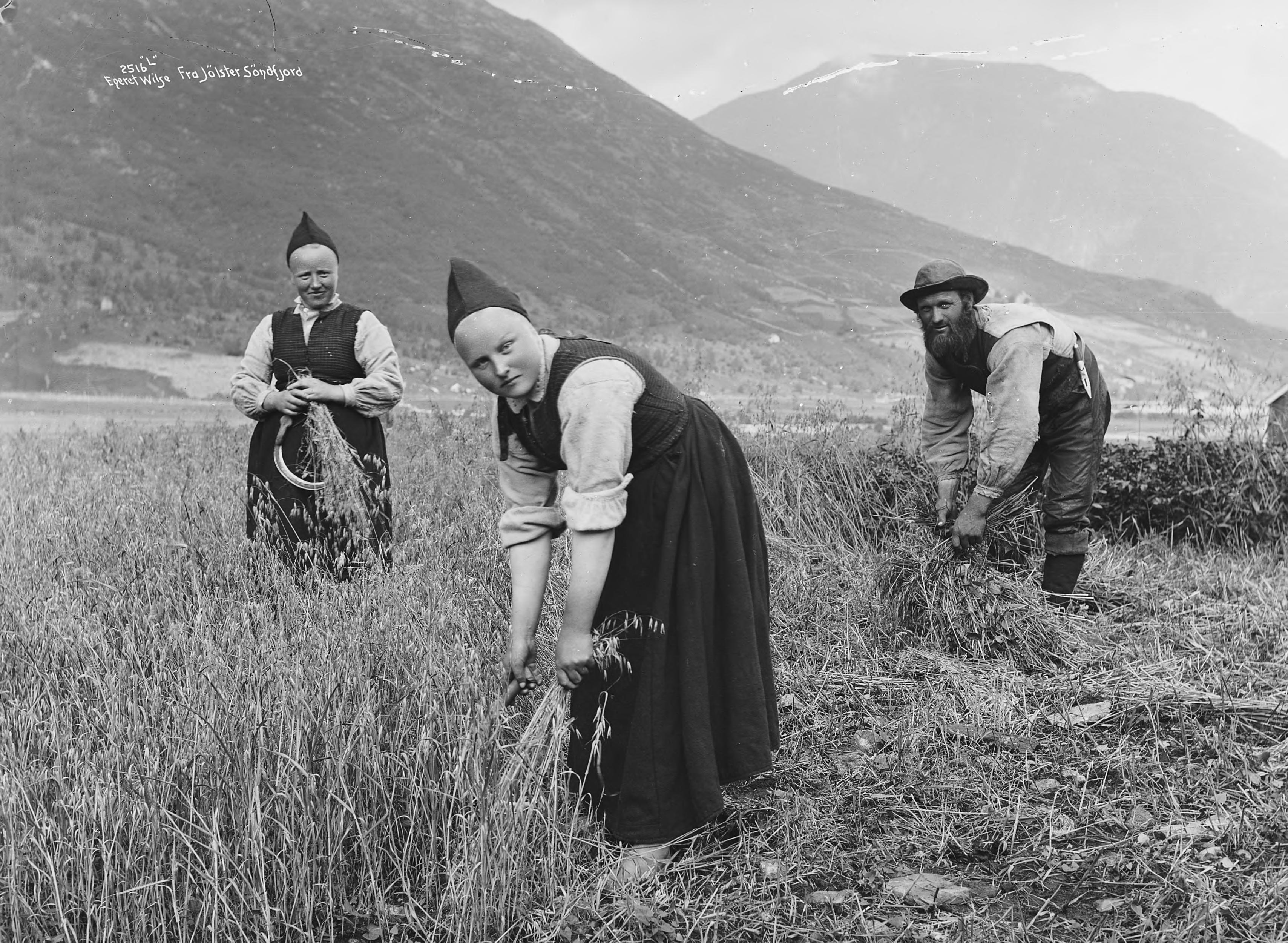
Збирання вівса в Йольстер (Jølster), Норвегія 1890 рік. (Фото: Axel Lindahl / Норвезький Музей історії культури)

Вирощування вівса як зернової культури почалося близько 2500 років до нашої ери. Точне місце окультурювання невідоме, але в основному археологи вважають, що це сталося у Східній Європі. За часів бронзової доби, коли коні вперше почали використовуватись як тяглова сила, овес почав широко культивуватись в північній та східній Європі, але в той же час його посіви були практично відсутні в регіоні Середземномор'я. Як раніше, так і тепер близько 95% вівса вирощується для годівлі тварин або як технічна культура, і лише 5% для людського споживання.
Зерно вівса має занадто мало клейковини, тому для виготовлення хліба воно ніколи не використовувалось.

## Види
Види рослин, які культивуються:
- Avena sativa — Овес посівний. Зернова культура, що має глобальне значення і вид як правило, називають «овес»
- Avena abyssinica — Ефіопський овес, напів-бур'ян, наполовину культурний, обмежується високогір'ями Ефіопії[3]
- Avena byzantina — в незначних кількостях вирощується на Близькому і Середньому Сході
- Avena nuda — зернова культура, відіграє в Європі подібну роль до А.abyssinica в Ефіопії.
- Avena strigosa — ін. назва «чорний овес»[4], вирощують на фураж в деяких районах Західної Європи і Бразилії.

### Вівсюги
Так званий «дикий овес», або «вівсяні трави».
- Avena barbata — Овес бородатий
- Avena brevis — * Avena fatua — Вівсюг
- Avena maroccana — * Avena occidentalis — * Avena pubescens — * Avena pratensis — * Avena spicata — * Avena sterilis -

## Овес посівний
У виробництві поширений ярий і озимий овес. В Україні вирощують сорти ярого вівса.
Коренева система мичкувата, проникає у ґрунт на трохи меншу глибину (до 1-1,5м), ніж у інших зернових хлібів, але має велику кількість кореневих волосків та високу засвоювальну здатність.
Стебло — порожниста соломина, заввишки 80-140 см, завтовшки 4-4,5 мм, поділена на 4-7 міжвузлів. Стеблові вузли голі або опушені, на нижніх помітне антоціанове забарвлення.
Листки ланцетно-загострені, зелені або сизі, часто з війчастими краями, без вушок, але з добре розвиненим язичком (у деяких форм вівса він відсутній), нерідко покриті восковим нальотом.

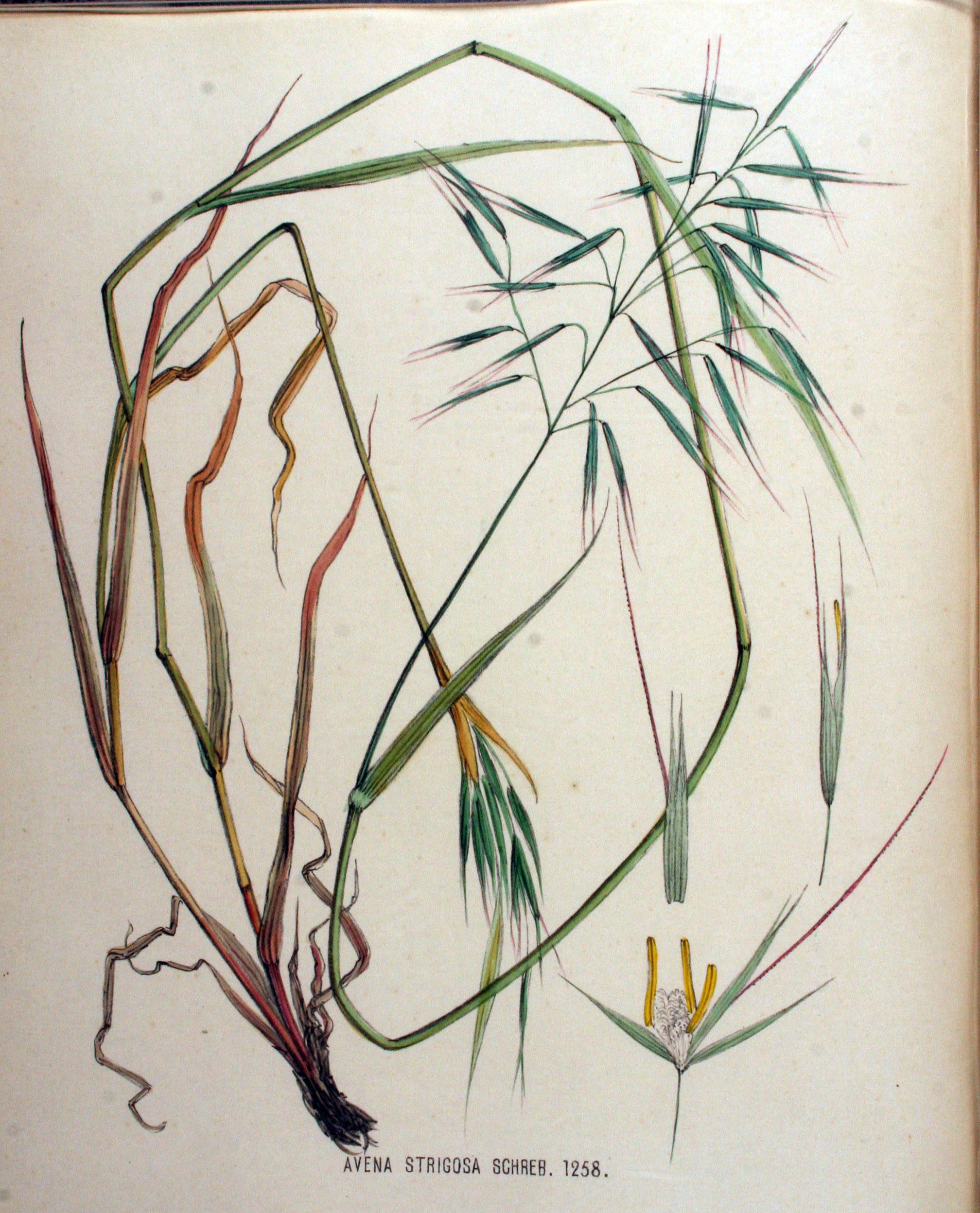
Овес піщаний (Avena strigosa)

Суцвіття — різного типу волоть: стиснута або одногрива (гілки притиснуті до осі й спрямовані в один бік), напівстиснута (гілки відходять угору під кутом до осі 30-40°), розлога (гілки спрямовані угору під кутом 60-70°), горизонтальна (гілки відходять під прямим кутом) та поникла (гілки звисають униз).
Гілки розміщуються на осі півкільцями. На кінцях гілок першого і наступних порядків утворюється по одному дво-, триквітковому або багатоквітковому (у голозерного вівса) колоску.
Колоскові луски бувають довгі (до 30 мм завдовжки), короткі (близько 20 мм), широкі (6-7 мм), вузькі (менше 5 мм); тонкі, перетинчасті, з поздовжнім жилкуванням.
Квіткові луски у плівчастих форм вівса шкірясті, щільно охоплюють зернівку, але не зростаються з нею; за забарвленням — білі, жовті, сірі, коричневі; у голозерних — тонкі, перетинчасті (подібні до колоскових), жовтуваті, між якими вільно лежить зернівка.
Зовнішні квіткові луски покриті опушенням або голі, на верхівці закінчуються двома зубцями.
В остистих форм вівса на спинці зовнішньої квіткової луски утворюється остюк.
Плід — плівчаста або гола зернівка.
Маса 1000 зерен у посівного вівса становить 20-40 г, середня — 30-35 г; плівчастість — 22-34%.
Зернівки у голозерного вівса та звільнені від квіткових лусок — у плівчастого мають веретеноподібну форму, жовтувате забарвлення, покриті волосками, які до верхівки зерна густішають і утворюють чубок.
Різновидності посівного вівса визначають за такими морфологічними ознаками: формою волоті (розлога чи одногрива), забарвленням зерна (біле, червоне, сіре або чорне), остистістю волоті (остиста або безоста), плівчастістю зерна (плівчасте, голе).

## Агротехніка

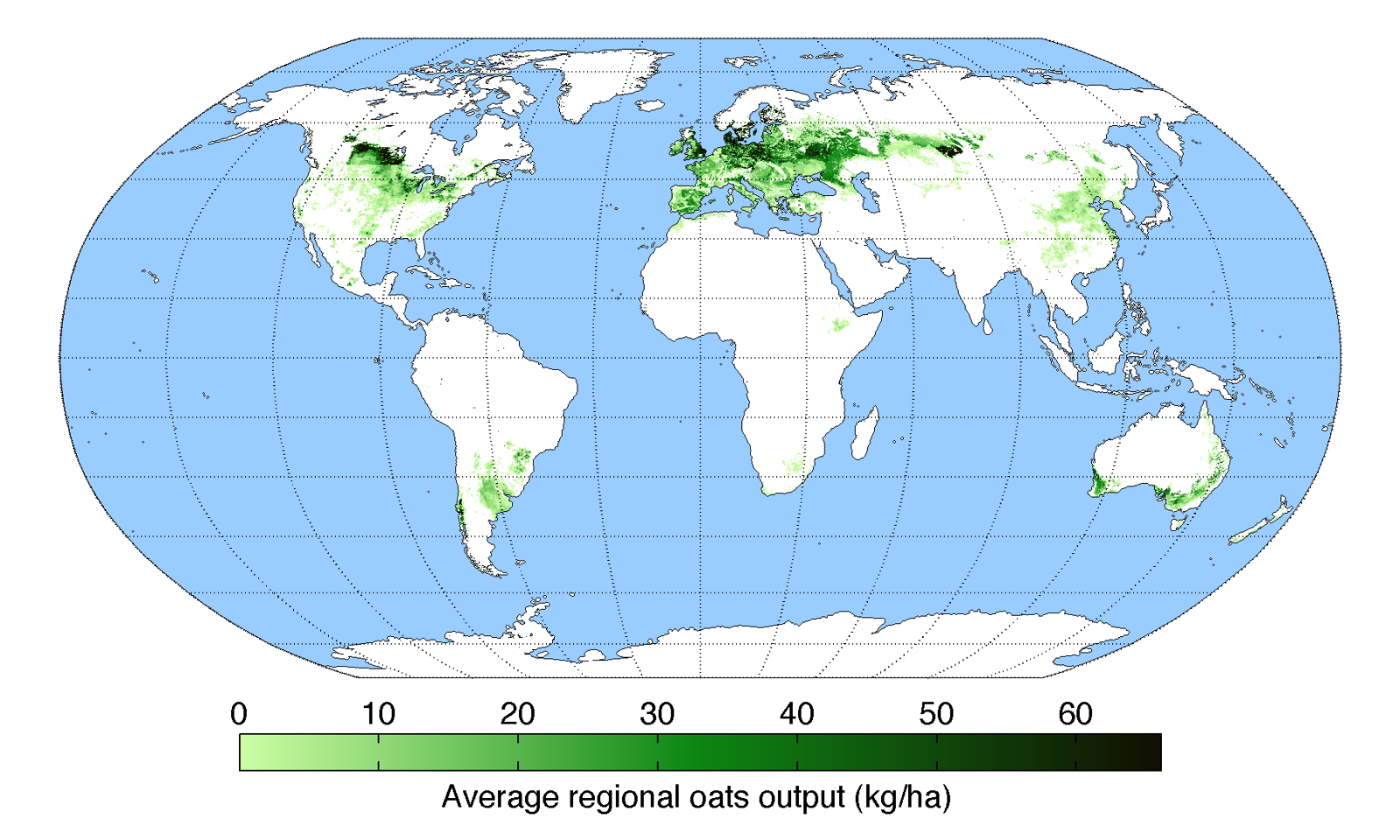
Основні сучасні райони вирощування вівса

| Десять найбільших країн за вирощуванням вівса 2005 (млн т)         | Десять найбільших країн за вирощуванням вівса 2005 (млн т) |
| ------------------------------------------------------------------ | ---------------------------------------------------------- |
| Європейський Союз                                                  | 8.7*                                                       |
| Росія                                                              | 5.1                                                        |
| Канада                                                             | 3.3                                                        |
| США                                                                | 1.7                                                        |
| Польща                                                             | 1.3                                                        |
| Фінляндія                                                          | 1.2                                                        |
| Австралія                                                          | 1.1                                                        |
| Німеччина                                                          | 1.0                                                        |
| Білорусь                                                           | 0.8                                                        |
| КНР                                                                | 0.8                                                        |
| Україна                                                            | 0.8                                                        |
| Світ загалом                                                       | 24.6                                                       |
| Дані Європейського Союзу включають Польщу, Фінляндію та Німеччину. |                                                            |

Овес — культура помірного клімату, невибаглива до тепла, в Україні поширена більше на Поліссі і в Лісостепу. Насіння починає проростати при температурі 2-3 °C. Сходи в польових умовах можна одержати при 6-7 °C. Оптимальні для одержання сходів і процесу кущення температури — 15-18 °C. Сходи витримують заморозки до мінус 4-5 °C. У фазі цвітіння і молочної стиглості терпить від заморозків мінус 2 °C. Оптимальні температури під час цвітіння і достигання — 20-25 °C.
Овес є найбільш вологолюбним серед хлібних злаків. При проростанні насіння вбирає 60-65% води від власної маси.
Овес засвоює фосфор із важкорозчинних сполук, тому мало вибагливий до родючості ґрунтів. Добре росте на піщаних, суглинкових, глинистих, торфових ґрунтах. Погано росте на засолених ґрунтах. Період достигання зернівок у волоті розтягнутий. Рослина самозапильна, довгого світлового дня. Вегетаційний період — 95-120 днів.
З усіх сортів вівса найціннішими вважаються ті, в яких зерно має біле забарвлення, менш цінними — чорне, найменш цінними (фуражними) — червоне та сіре.
Основне світове виробництво вівса зараз зосереджено у середніх широтах Північної півкулі — в Німеччині, Польщі, Росії, Україні, північному Казахстані, а також в південних районах Канади та в США.
Для вирощування в Україні районовані такі сорти як Абель, Буг, Грамена, Комес, Синельниківський 68, Чернігівський 27 та інші.